# Classe K (sous-marin américain)
Pour les autres classes de navires du même nom, voir Classe K.
Les sous-marins de la classe K forment une classe de huit sous-marins servants entre 1914 et 1923 pour la marine américaine, notamment pendant la Première Guerre mondiale. Ils sont conçus par Electric Boat et construits par d'autres chantiers en sous-traitance. Les K-1, K-2, K-5 et K-6 sont construits par Fore River Shipyard à Quincy (Massachusetts), les K-3, K-7 et K-8 par Union Iron Works à San Francisco, et le K-4 par The Moran Company à Seattle (Washington). Tous seront retirés du service en 1923 et mis au rebut en 1931 pour se conformer aux limites du traité naval de Londres.

## Navires de la classe
Les quatre premiers ont été renommés K-1 à K-4 le 17 novembre 1911 dans le cadre d'une nouvelle désignation des sous-marins américains.
- USS K-1 (SS-32) (anciennement USS Haddock), est mis sur cale le 20 février 1912, lancé le 3 septembre 1913 et mis en service le 17 mars 1914. Le sous-marin retiré du service le 7 mars 1923 et démoli en 1931[1].
- USS K-2 (SS-33) (anciennement USS Cachalot), est mis sur cale le 20 février 1912, lancé le 4 octobre 1913 et mis en service le 31 janvier 1914. Le sous-marin est retiré du service le 9 mars 1923 et démoli en 1931[2].
- USS K-3 (SS-34) (anciennement USS Orca), est mis sur cale le 15 janvier 1912, lancé le 14 mars 1914 et mis en service le 30 octobre 1914. Le sous-marin est retiré du service le 20 février 1923 et démoli en 1931[3].
- USS K-4 (SS-35) (anciennement USS Walrus), est mis sur cale le 27 janvier 1912, lancé le 19 mars 1914 et mis en service le 24 octobre 1914. Le sous-marin est retiré du service le 10 mai 1923 et démoli en 1931[4].
- USS K-5 (SS-36), est mis sur cale le 10 juin 1912, lancé le 17 mars 1914 et mis en service le 22 août 1914. Le sous-marin est retiré du service le 20 février 1923 et démoli en 1931[5].
- USS K-6 (SS-37), est mis sur cale le 19 juin 1912, lancé le 26 mars 1914 et mis en service le 9 septembre 1914. Le sous-marin est retiré du service le 21 mai 1923 et démoli en 1931[6].
- USS K-7 (SS-38), est mis sur cale le 10 mai 1912, lancé le 20 juin 1914 et mis en service le 1er décembre 1914. Le sous-marin est retiré du service le 12 février 1923 et démoli en 1931[7].
- USS K-8 (SS-39), est mis sur cale le 10 mai 1912, lancé le 11 juillet 1914 et mis en service le 1er décembre 1914. Le sous-marin est retiré du service le 24 février 1923 et démoli en 1931[8].